# DbForge Studio for SQL Server
dbForge Studio for SQL Server — інтегроване середовище для розробки, адміністрування та управління базами даних Microsoft SQL Server. Цей продукт дозволяє створювати і виконувати SQL-запити, розробляти і налагоджувати процедури і функції, а також редагувати об'єкти баз даних SQL Server за допомогою графічного інтерфейсу. dbForge Studio також містить інструменти для порівняння структури та даних в базах, синхронізації відмінностей, адміністрування та створення резервних копій баз даних, а також інструменти аналізу продуктивності створених SQL-запитів.

## Можливості

### Розробка баз даних
- Автодоповнення SQL-коду та об'єктів баз даних
- Перевірка синтаксису
- Можливість використання сніпетів
- Форматування SQL-коду
- Налагоджування процедур, функцій і тригерів
- Швидкий доступ до інформації про об'єкти баз даних

### Порівняння і синхронізація баз даних
- Швидке порівняння схем баз даних SQL Server
- Швидке порівняння табличних даних
- Зручне відображення відмінностей, групування і фільтрація
- Декілька способів синхронізації та її автоматизація через командний рядок

### Рефакторингбаз даних
- Перейменування об'єктів баз даних, псевдонімів, змінних та стовпців таблиць зі збереженням усіх залежностей · Налагодження коду T-SQL та усунення помилок проектування
- Пошук пошкоджених об'єктів баз даних
- Перегляд скрипту рефакторинга перед виконанням

### Діаграми баз даних
- Візуальний дизайн і редагування баз даних без необхідності написання коду
- Відображення об'єктів баз даних, їх властивостей та зв'язків між таблицями на діаграмах

### Візуальний дизайнер запитів
- Створення запитів за допомогою діаграми без необхідності написання коду
- Можливість створювати підзапити
- Створення планів виконання запитів
- Експорт результатів виконання запитів

### Профілювальник запитів
- Оптимізація запитів, виконання яких займає багато часу
- Пошук проблемних місць в запитах
- Візуальне профілювання запитів
- Порівняння результатів профілювання

### Дизайнер таблиць
- Візуальний дизайнер для створення або зміни структури таблиць і індексів
- Перегляд коду таблиць та можливість його редагування
- Реорганізація структури таблиць при значних змінах
- Редактор для редагування, сортування, фільтрації, групування та копіювання табличних даних

### Імпорт та експорт даних
- Експорт даних з баз SQL Server в 14 найбільш популярних форматів
- Імпорт даних в таблиці баз SQL Server з 10 найбільш популярних форматів · Опції для налаштування процесу експорту та імпорту даних
- Автоматизація операцій через командний рядок

### Генерація тестових даних
- 200+ генераторів для створення реалістичних тестових даних
- Можливість створення скрипту згенерованих тестових даних
- Автоматизація генерації даних через командний рядок

### Отримання документації баз даних
- Генерація документації баз даних, що відображає їх структуру, взаємозалежності, а також зв'язки між об'єктами та інформацію про них
- Експорт документації в такі формати, як HTML, PDF і Markdown
- Автоматизація генерації документації через командний рядок

### Модульне тестування
- Створення та запуск модульних тестів · Колекція вже створених тестів для прикладів
- Автоматизація тестування через командний рядок

### Керування версіями
- Керування змінами у коді схем баз даних та статичних табличних даних
- Інтеграція з найбільш популярними системами контролю версій
- Зручне внесення змін до репозиторію, скасування змін і вирішення конфліктів
- Детальна історія змін

### Резервне копіюваннябаз даних
- Гнучкі налаштування резервного копіювання баз даних
- Можливість зберігати настройки для подальшого використання
- Автоматизація копіювання через командний рядок

### Адміністрування баз даних
- Управління акаунтами, ролями і привілеями користувачів
- Моніторинг активності серверів
- Управління сесіями

### Аналіз данихта звітність
- Зведені таблиці для обчислення та аналізу даних · Переглядач даних, що мають зв'язки "один-до-багатьох"
- Великий набір опцій для налаштування звітності
- Автоматична генерація та експорт звітів в 9 форматів

### CI таDevOps
- Організація та управління процесами неперервної інтеграції та розгортання баз даних за допомогою єдиного інтегрованого середовища
- Підтримка інтеграції з TeamCity, Jenkins, Bamboo, Azure DevOps

## Платформи
dbForge Studio for SQL Server працює на платформі Windows (версії 7/8/8.1/10/11) і Windows Server 2008/2012/2016/2019/2022. І хоча це класична програма для Windows, вона може працювати в середовищах Linux і macOS. Для цього потрібна спеціалізована програма CrossOver, яка забезпечує рівень сумісності, що дозволяє програмам Windows працювати в Linux та macOS. 